# 銅龜山古墳
銅龜山古墳（羅馬化：Dogameyama Kofun）是位於日本大阪府堺市大仙公園內的一座方墳。這座古墳是百舌鳥古墳群中的一部分，並被視為與大仙陵古墳（即仁德天皇陵）相關的陪塚。這座古墳已被指定為國之史跡，其也在2019年（令和元年）7月6日被列入世界文化遺產的百舌鳥和古市古墳群：古日本墓葬群之重要組成資產。

## 概述

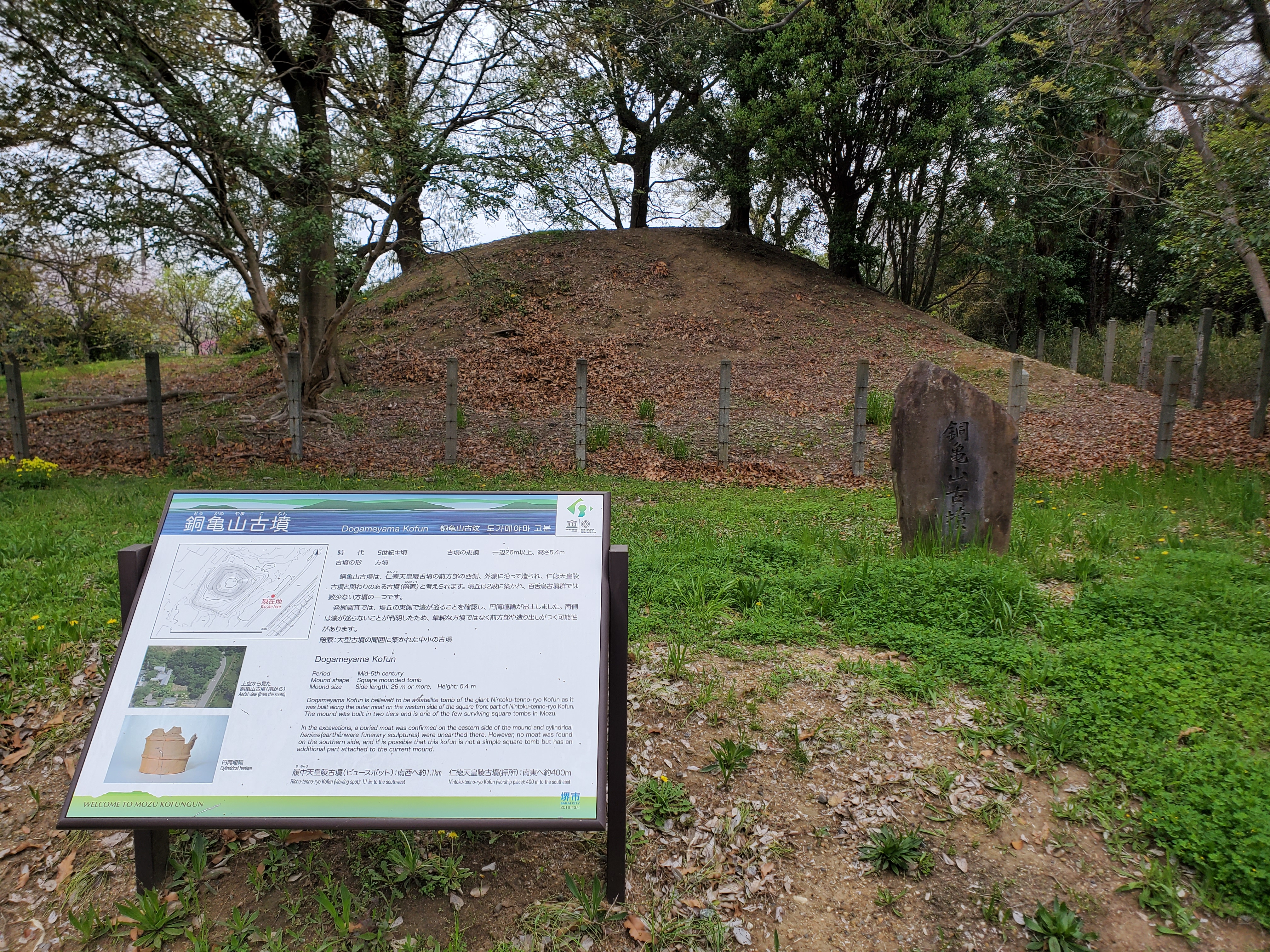
銅龜山古墳，2024年拍攝

銅龜山古墳位於大仙陵古墳的前方部南西隅，毗鄰外濠。墳丘高5.4米，是一座二層的方形古墳，下層南側呈造出狀並延伸成長方形。在大仙陵古墳的陪塚中，這是少數的方墳之一。雖然過去一直認為其一邊長度為26米，但根據測量圖，實際可能更大，因此其有可能是古墳群中最大的方墳之一。根據1928年（昭和3年）和1932年（昭和7年）的航空照片和測量圖顯示，墳丘南側可能有前方部和造出等結構，但尚未確定周濠是否存在以及與大仙陵古墳外堤的關係。墳丘和大仙陵古墳外濠之間存在著濠狀的遺址。由於從濠狀遺址中出土了圓筒埴輪，推測其建造年代與大山陵古墳的最終建造階段（公元5世紀中葉）相符。該墳丘由宮內廳管理，被稱為「仁德天皇陵に號飛地」。

## 古墳名稱
銅龜山古墳是一座二層的古墳，形狀像一隻龜，當地人稱之為「銅龜」。根據文獻記載，有時也被稱為「堂龜山」。根據享保15年（1730年）的《舳松領繪圖 上 （页面存档备份，存于）》，古墳呈方形區域，上面有一座圓形的塚，上面寫著「堂龜山」。而在享保21年（1736年）的《和泉志》中，則記載為「土鼈山」。

## 墳形
雖然該古墳一直被視為方墳，但根據平成23年度的發掘調查，這座古墳也可能是前方後圓墳、扇貝形古墳，或者是前方後方墳。此外，過去一直認為其的一邊長度為26米，但實際上可能超過40米，如果未來的調查證實，它將成為百舌鳥古墳群中最大的方墳。

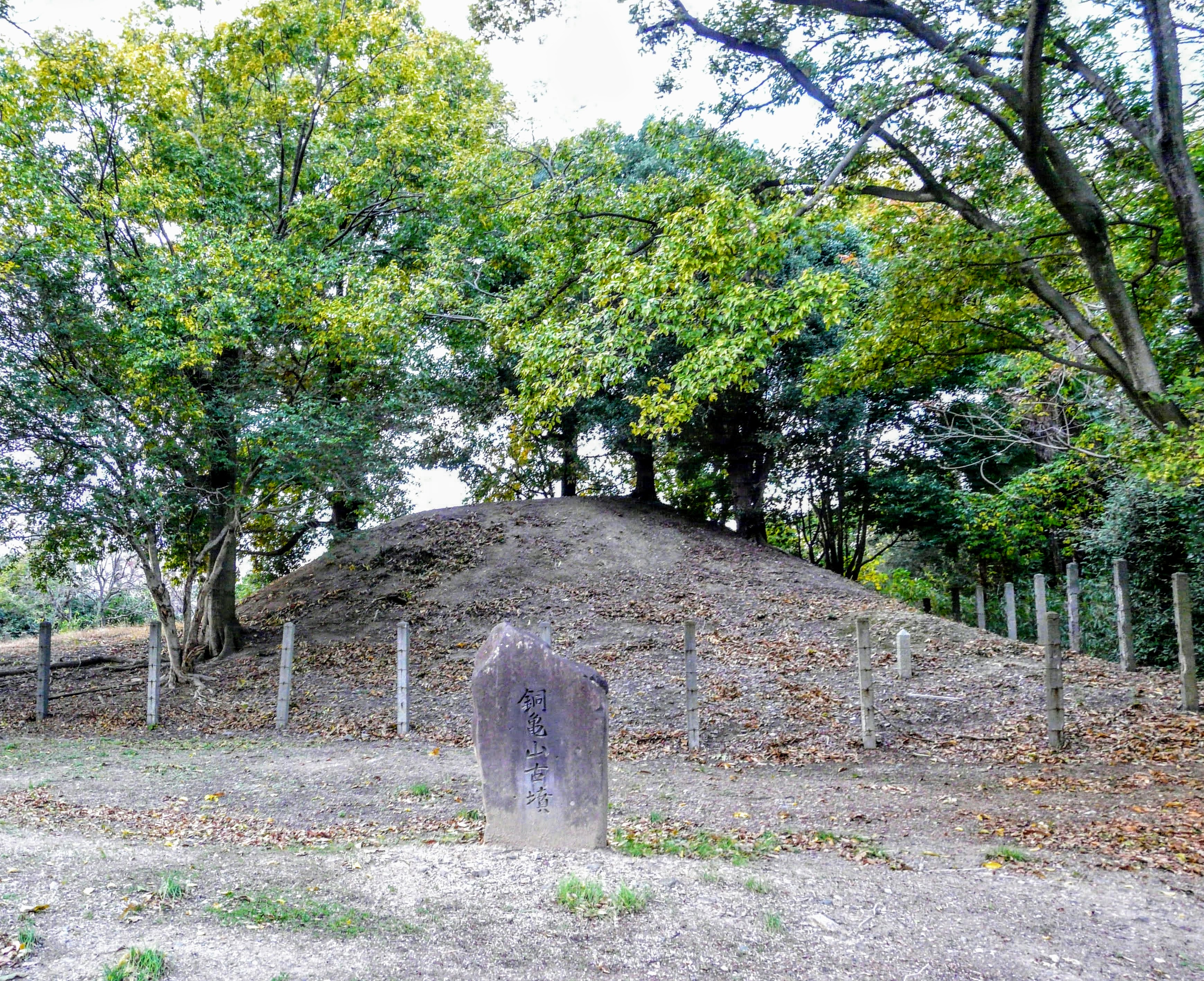
墳丘（2021年11月24日）
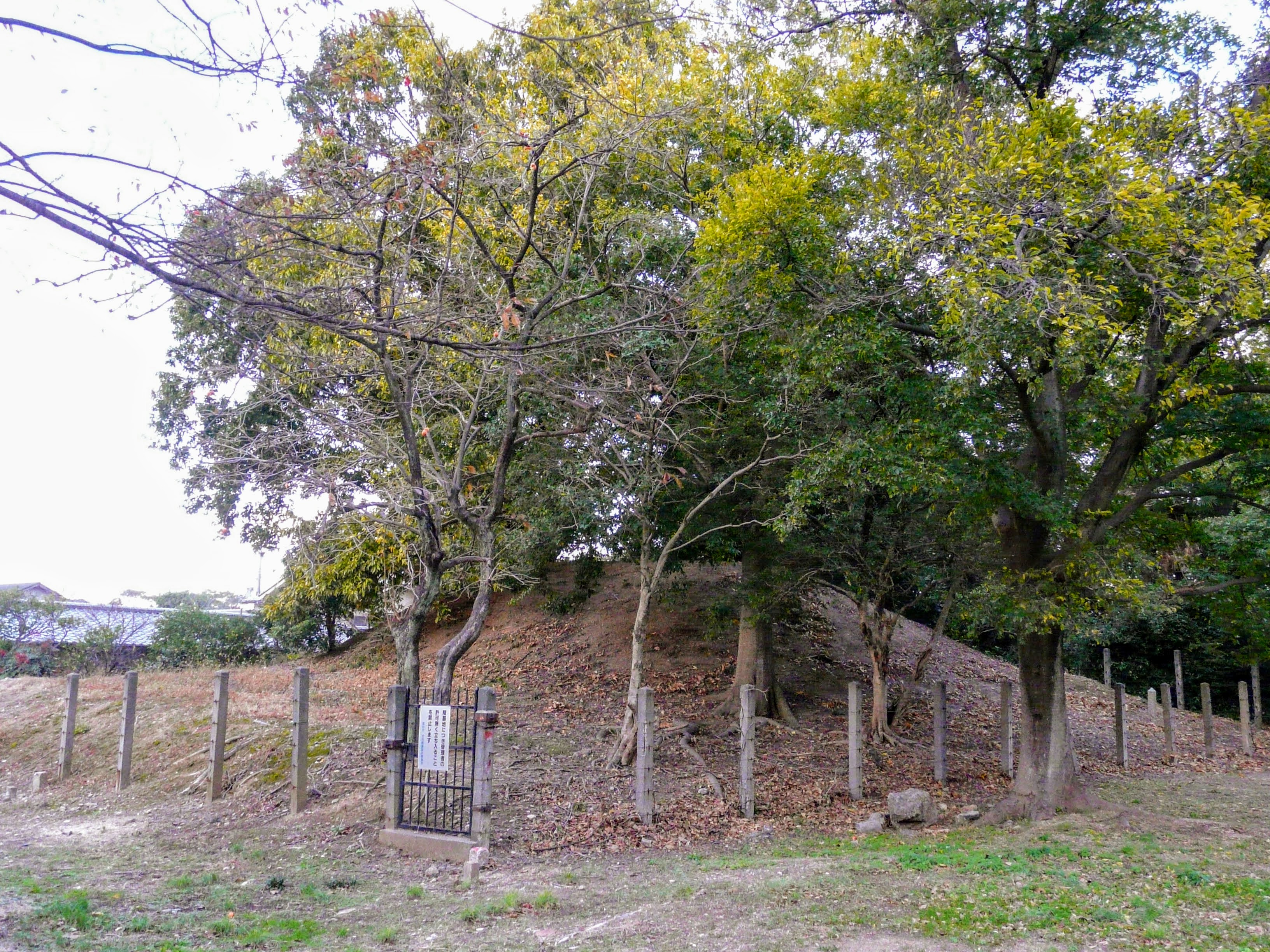
墳丘（2021年11月24日）

## 出土
在2011年（平成23年）的發掘調查中，發現了許多文物，其中主要是圓筒埴輪。此外，僅確認圓形水印孔。其他出土品文物包括朝顏形埴輪、形象埴輪、土人形、須惠器和土錘。